# Stary Dustur
Stary Dustur – tunezyjska partia polityczna o profilu konserwatywnym działająca w latach 1934-57. Powstał w wyniku rozłamu w partii Dustur. Ugrupowanie opowiadało się za całkowitą niepodległością od Francji, zerwaniem więzi z tym krajem i oparciem państwowości na tradycji islamu. Stracił znaczenie w niepodległej Tunezji i został zlikwidowany w 1957 roku.